# Château de Morsang
Le château de Morsang est un édifice situé sur le territoire de la commune de Morsang-sur-Orge dans le département français de l'Essonne.

## Histoire

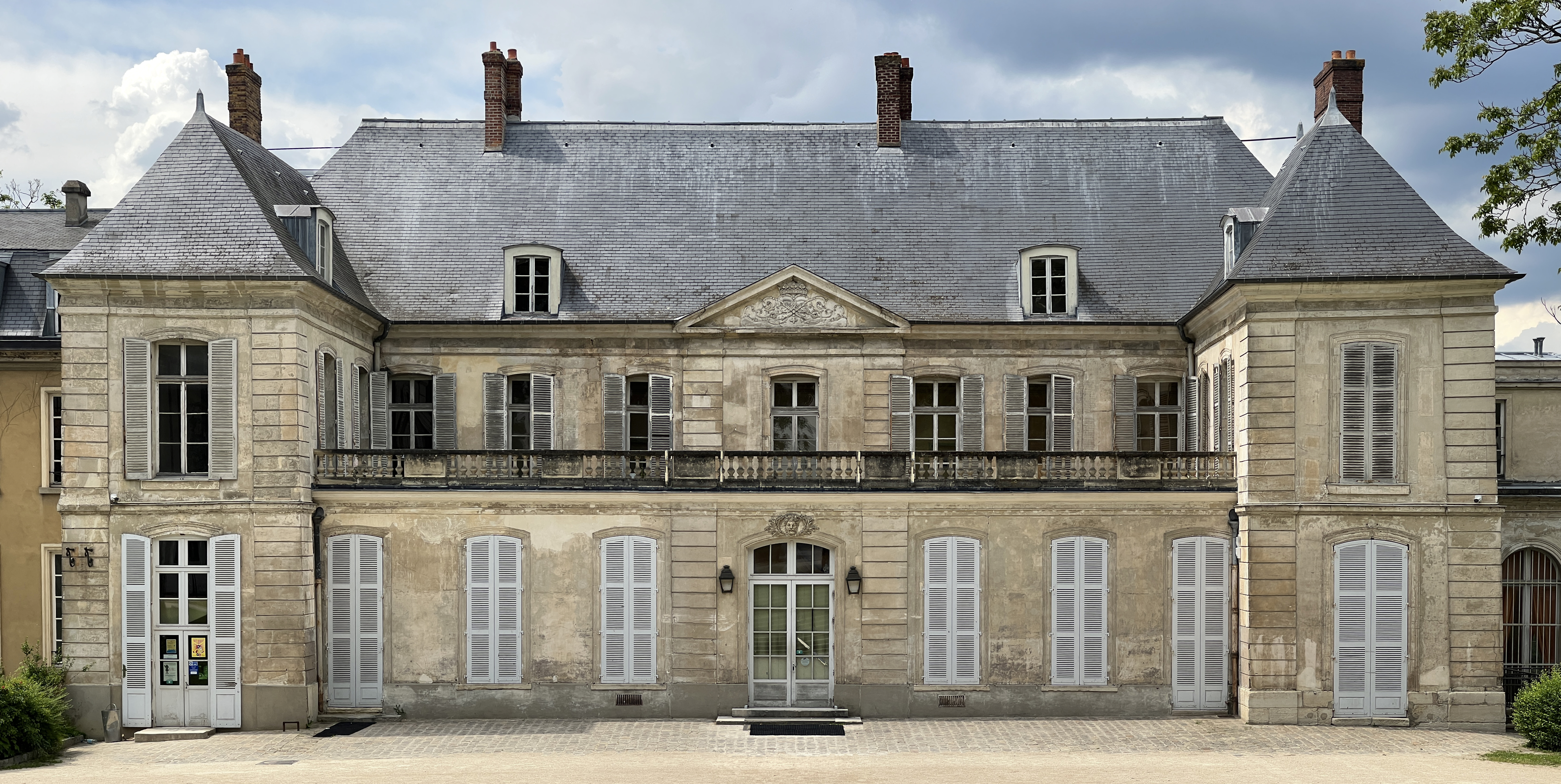
Façade principale.

Le château actuel date du XVIIe siècle et  du XVIIIe siècle. 
Le château fait l'objet d'une inscription au titre des monuments historiques depuis le 5 juillet 1979 : sont cités les façades et toitures, l'escalier principal avec sa rampe en fer forgé, la bibliothèque, le petit et le grand salons à la suite au rez-de-chaussée et la chambre face à l'escalier au premier étage.
En avril 2025, l'arrêté inclut le logis, l'orangerie et son parc (les deux pavillons, la grille d'entrée, grotte architecturée, le bassin, la cascade en rocaillage d'ornementation).